# Dębnik (Kamień)
Dębnik (kaszb. Dembnik lub Dãbnik) – część wsi Kamień w Polsce, położona w województwie pomorskim, w powiecie wejherowskim, w gminie Szemud, nad wschodnim brzegiem jeziora Kamień. Do końca 2017 roku była to samodzielna osada.
W latach 1975–1998 osada administracyjnie należała do województwa gdańskiego. 